# 마니크간지구

방글라데시 마니크간지구

마니크간지구(벵골어: মানিকগঞ্জ জেলা)는 방글라데시 중부에 있는 한 구역이고, 다카주의 일부이다. 처음에는 파리드푸르구 아래에 있었고 1956년 행정 목적으로 다카구 아래에 포함되었다. 1984년에 마니크간지구는 완전한 구로 선언되었다.

## 지리학
마니크간지구는 다카주에 있는 구역이다. 면적은 1,383.66km2(534.23 sqmi)이다. 연평균 기온은 최대 36 °C, 최저 12.7 °C에 이르며 연간 강수량은 2,376 mm(93.5 in)이다.

## 인구
| 연도     | 인구      | ±% p.a. |
| -------- | --------- | ------- |
| 1981     | 1,063,048 | —       |
| 1991     | 1,175,909 | +1.01%  |
| 2001     | 1,285,080 | +0.89%  |
| 2011     | 1,392,867 | +0.81%  |
| 2022     | 1,558,024 | +1.02%  |
| Sources: |           |         |

2011년 방글라데시 인구 조사에 따르면, 마니크간지구의 인구는 1,392,867명이며, 이 중 676,359명은 남성이고 716,508명은 여성이다. 농촌 인구는 126만 4,157명(90.76%)인 반면 도시 인구는 128만 710명(9.24%)이었다. Manikganj는 7세 이상 인구의 문맹률이 49.20%였으며, 남성은 52.59%, 여성은 46.05%였다.

## 같이 보기
- 방글라데시의 구